# Giovanni Battista Lamperti

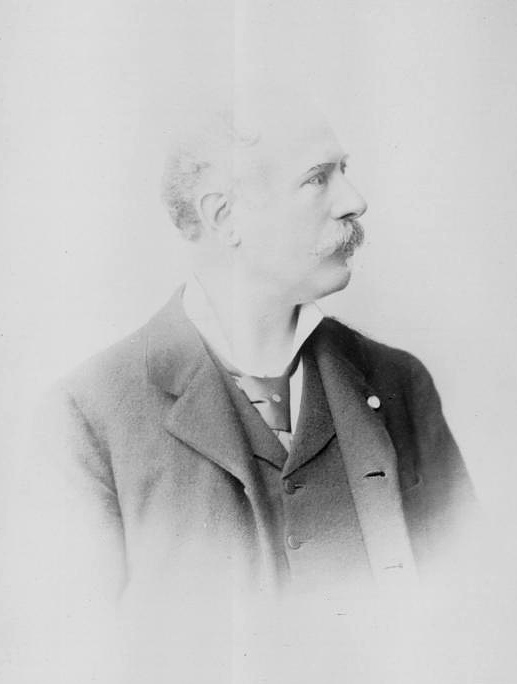
Giovanni Battista Lamperti (Fotograf Wilhelm Höffert)

Giovanni Battista Lamperti (* 18. März 1839 in Mailand; † 24. Juni 1910 in Berlin) war ein italienischer Gesangslehrer.

## Leben
Lamperti war der Sohn von Francesco Lamperti, der ebenso Gesangslehrer war. Im Alter von neun Jahren wurde er Chorknabe im Chor des Mailänder Domes. Er studierte Gesang und Klavier am Conservatorio di Milano und später arbeitete er dort als Klavierbegleiter für die Gesangsklasse seines Vaters. Er unterrichtete in Mailand, dann für 20 Jahre in Dresden und danach in Berlin. Um 1890 zeichnete einer seiner Schüler in Dresden, William Earl Brown, die Aphorismen von Lamperti auf. Unter seinen anderen Gesangsschülern waren Marcella Sembrich, Ernestine Schumann-Heink, Paul Bulß, Emilie Tagliana und Roberto Stagno zu finden.